# 野口瑠璃子
野口瑠璃子（日语：／ Noguchi Ruriko，1995年7月26日—）是福岡縣出身的日本女性聲優，事務所為ARTSVISION，日本播音演技研究所出身。

## 演出作品

### 電視動畫
2015年
- 吹響吧！上低音號（管樂團成員）
- 放學後的昴星團（學生C）

2016年
- 無彩限的幻影世界（學生）
- Anne Happy ♪（老師、飼主）
- LoveLive! Sunshine!!（女學生）
- SHOW BY ROCK!!#（愛蓮[2]）

2018年
- 漫畫女孩（琉姬的母親）

2019年
- 家有女友（美已奈）
- 魔法水果籃（電視節目、學生）

2020年
- 怕痛的我，把防禦力點滿就對了（莎莉／白峯理沙[3]）
- 神推偶像登上武道館我就死而無憾（時髦女子）
- 球詠（中村希[4]）

2021年
- SHOW BY ROCK!! STARS!!（愛蓮）
- Tropical-Rouge！光之美少女（一條里香）
- 死神少爺與黑女僕（女僕B）
- Love Live! Superstar!!
- SELECTION PROJECT（當麻史郎、橫田奈穗〈AD C〉）
- 狂熱深淵 迷失的孩子（小鳩玲香）
- Muv-Luv Alternative（煌武院悠陽）
- SAKUGAN（孩子）

2022年
- Petit Sekai（星乃一歌）
- 平家物語（女御）
- Love Live! 虹咲學園學園偶像同好會
- SPY×FAMILY間諜家家酒（館内廣播）
- Extreme Hearts（葉山陽和[5]）
- 蠟筆小新（美女A）

2023年
- 怕痛的我，把防禦力點滿就對了2（莎莉／白峯理沙[6]）
- 江戶前精靈（女子A）
- 戰鬥陀螺X（七色彩[7]）
- 不死不運（操作員）

2025年
- 賽馬娘 灰髮灰姑娘（櫻花千代王[8]）

### 劇場動畫
2025年
- 劇場版 世界計畫 崩壞的世界與無法歌唱的初音未來（星乃一歌[9]）

### 遊戲
2015年
- Mili姬大戰 -MILITÄRISCHE MÄDCHEN-（日语：ミリ姫大戦）

2019年
- 黑貓維茲 -Fairy Chord Prelude（鶴音理玲）
- 黑貓維茲 -Fairy Chord（鶴音理玲）
- 黑貓維茲 -Fairy Chord 2（鶴音理玲）

2020年
- 世界計畫 繽紛舞台！ feat.初音未來（星乃一歌）
- CLOSERS（尤莉）
- 黑貓維茲 -Fairy Chord 3（鶴音理玲）

2021年
- 賽馬娘 Pretty Derby（櫻花千代王）
- 黑貓維茲 -Fairy Chord 4（鶴音理玲）
- 閃耀幻想曲（中村希）
- 歧路旅人：大陸的霸者（學者 勒凡[10]、劍士 潔卡莉特[11]）

2022年
- 無期迷途（露薇娅·蕾、觀星者）

2024年
- Card en Ciel 天穹卡牌錄 ( 安榭 )

## 音樂作品

### 角色歌
| 發售日   | 商品名稱                          | 演唱名義         | 歌曲                    | 備註                              |
| 2016年   | 2016年                            | 2016年           | 2016年                  | 2016年                            |
| -------- | --------------------------------- | ---------------- | ----------------------- | --------------------------------- |
| 7月13日  | SHOW BY ROCK!! - BUD VIRGIN LOGIC | BUD VIRGIN LOGIC | 「」 「」 「Forbidden」 | 遊戲《SHOW BY ROCK!!》相關歌曲    |
| 9月21日  | SHOW BY ROCK!! BEST Vol.2         | BUD VIRGIN LOGIC | 「Forbidden」           | 遊戲《SHOW BY ROCK!!》相關歌曲    |
| 11月30日 |                                   | BUD VIRGIN LOGIC | 「」 「」               | 電視動畫《SHOW BY ROCK!!#》插入曲 |

### 補充說明
1. ↑  數位下載單曲。

### 團體成員
1. ↑  愛蓮（野口瑠璃子）

## 外部連結
- 事務所官方簡介 （页面存档备份，存于）（日語）
- 本人Blog （页面存档备份，存于）（日語）